# واوکسابنس
واوکسابنس (به فرانسوی: Vauxbons) یک کامین در فرانسه است که در Canton of Langres واقع شده‌است.

## خصوصیات
واوکسابنس ۱۲٫۴۸ کیلومترمربع مساحت و ۴۷ نفر جمعیت دارد و ۳۶۶ متر بالاتر از سطح دریا واقع شده‌است.